# Élections cantonales françaises de 1898
Des élections cantonales se sont déroulées en France les 31 juillet et 7 août 1898.

## Tableau récapitulatif des résultats pour les Conseils Généraux
| Partis politiques ou coalitions | Partis politiques ou coalitions | Sortants | Premier tour | Second tour | Total | Total |
| Partis politiques ou coalitions | Partis politiques ou coalitions | Sortants | Sièges       | Sièges      | Total | Total |
| ------------------------------- | ------------------------------- | -------- | ------------ | ----------- | ----- | ----- |
|                                 | Socialistes                     | 21       | 25           | 10          | 35    | 14    |
|                                 | Radicaux                        | 333      | 326          | 45          | 371   | 38    |
|                                 | Républicains                    | 362      | 443          | 51          | 494   | 132   |
|                                 | Républicains modérés            | 452      | 254          | 14          | 268   | 184   |
|                                 | Ralliés                         | 75       | 70           | 4           | 74    | 1     |
|                                 | Monarchistes                    | 190      | 181          | 8           | 189   | 1     |
|                                 | Nationalistes                   | 5        | 5            | 2           | 7     | 2     |
|                                 |                                 |          |              |             |       |       |
| Total                           | Total                           | 1 443    | 1 304        | 134         | 1 443 |       |

## Gains de conseils généraux
| Partis politiques ou coalitions | Partis politiques ou coalitions | Présidences sortantes | Présidences élues | Total | Total         |              |    |    |    |               |
| ------------------------------- | ------------------------------- | --------------------- | ----------------- | ----- | ------------- | ------------ | -- | -- | -- | ------------- |
| Partis politiques ou coalitions | Partis politiques ou coalitions | Présidences sortantes |                   | Total | Total         | Républicains | 85 | 85 | 85 | en stagnation |
|                                 | Monarchistes                    | 5                     | 5                 | 5     | en stagnation |              |    |    |    |               |
|                                 |                                 |                       |                   |       |               |              |    |    |    |               |
| Total                           | Total                           | 90                    | 90                | 90    |               |              |    |    |    |               |

Les monarchistes gardent la majorité dans cinq départements :
1. La Charente
2. La Loire-Inférieure
3. Le Maine-et-Loire
4. Le Morbihan
5. La Vendée

### Sources et bibliographie
- L'Ouest-Éclair - Le Temps - Le Radical